# Dvolomac
Dvolomac (ili tzv. islandski dvolomac) je prozirni oblik minerala kalcita (CaCO3) nazvan tako jer se predmeti i slike promatrani kroza nj vide dvostruko. Upotrebljava se za izradbu Nicolovih prizama, s pomoću kojih se u polarizacijskim aparatima dobiva linearno polarizirana svjetlost. Glavna nalazišta dvolomca nalaze se na Islandu.